# تسالی باستان
تسالی باستان (Θεσσαλία) یکی از مناطق سنتی یونان باستان بود. در طول دوره میسنی‌ها، تسالی به نام Aeolia شناخته می‌شد، نامی که همچنان برای یکی از قبایل اصلی یونان، آئولیان‌ها و گویش یونانی، آئولیک استفاده می‌شد.